# Stiftung Moritzburg

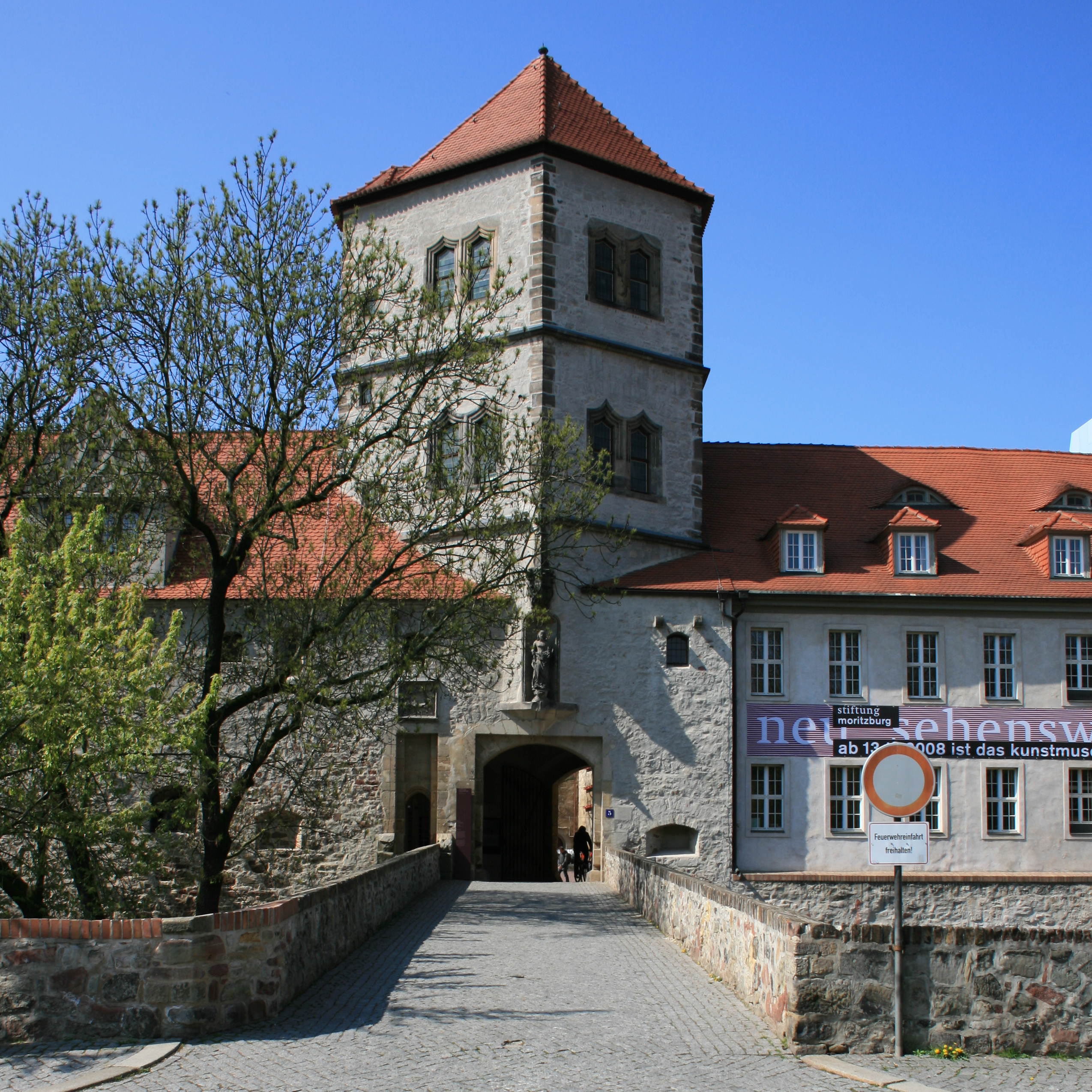
Hoofdingang Moritzburg

De Stiftung Moritzburg (voorheen de Staatliche Galerie Moritzburg) is een kunstmuseum van de deelstaat Saksen-Anhalt in de stad Halle (Saale). Het museum bevindt zich in het historische Schloss Moritzburg.

## Geschiedenis
De Moritzburg werd in 1885 het stedelijk museum voor kunst en kunstnijverheid met een destijds bescheiden collectie kunstwerken. In 1904 werd de nieuwbouw betrokken en de beginfase afgesloten. Met kleine stapjes werd de collectie uitgebreid, tot in 1924 een belangrijke verzameling van 24 expressionistische werken uit de collectie Rosy Fischer werd verworven.
In 1931 voltooide de Bauhaus-kunstenaar Lyonel Feininger, die op uitnodiging van de stad Halle in de Moritzburg zijn atelier had ingericht, zijn serie Halle-Bilder, die compleet door het museum werd aangekocht. Na andere aankopen, onder andere van werken van Franz Marc en Oskar Kokoschka, mocht het museum zich in een goede reputatie verheugen.
Na de machtsovername door de nazi's en het bestempelen van de expressionistische kunst als Entartete Kunst, kwam de collectie in gevaar. Reeds voor de beruchte expositie van 1937 in München werd de collectie klassiek moderne kunst in beslag genomen. Het museum verloor hiermee de beste werken.
Reeds in juli 1945 besloot het bestuur van de stad Halle de collectie opnieuw op te bouwen en tot 1949 werden belangrijke aankopen gedaan. Het museum werd op 7 oktober 1948 weer voor het publiek geopend. Na de opheffing in 1952 van de Landesgalerie Sachsen-Anhalt kreeg het museum de naam Staatliche Galerie Moritzburg. Deze naam werd in 1996 veranderd in Landeskunstmuseum Sachsen-Anhalt en na de privatisering in 2004 kreeg het museum de huidige naam Stiftung Moritzburg.

### Fotogalerij

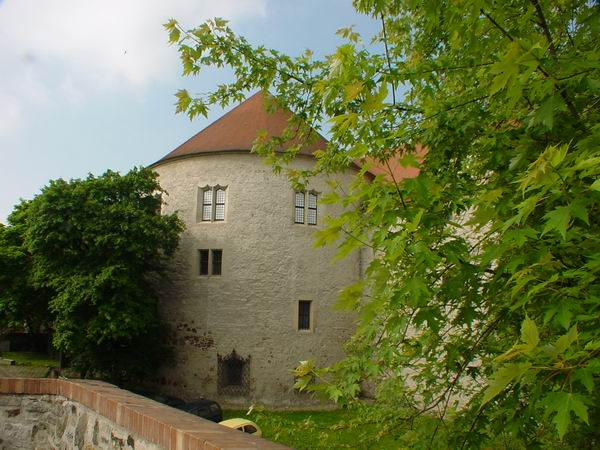
Moritzburg, het museum
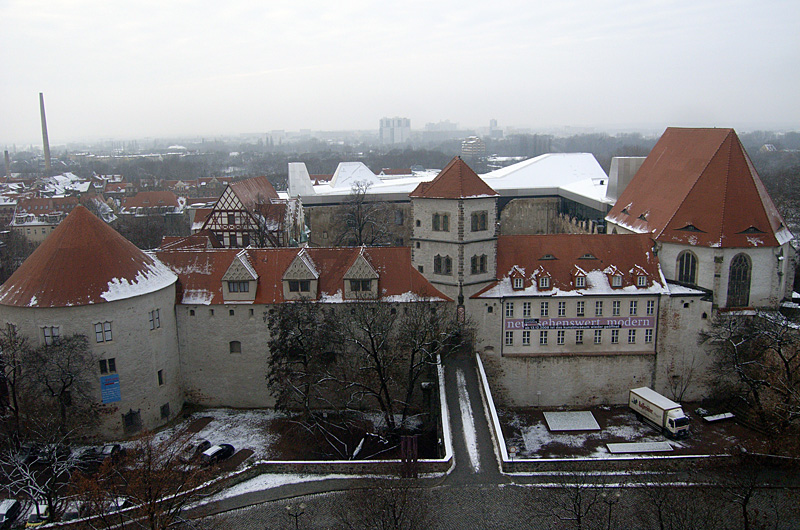
Moritzburg, oostzijde en hoofdingang
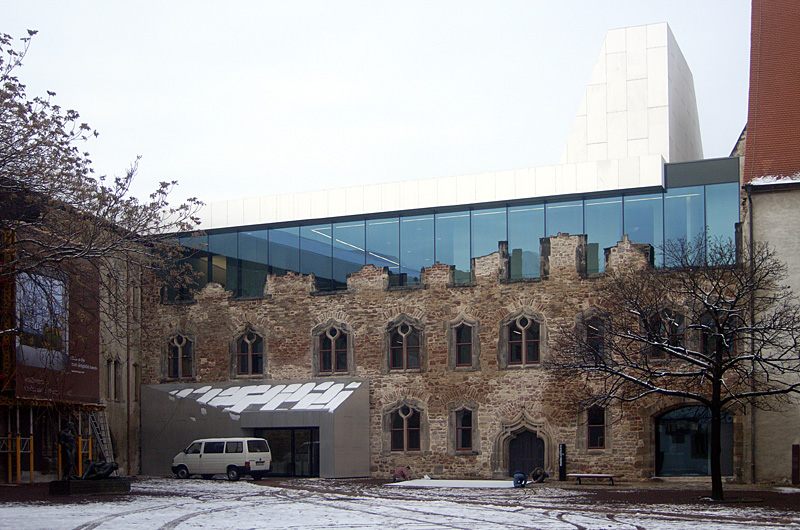
Moritzburg, binnenplaats

## De collecties

### De schilderijenverzameling
De collectie omvat circa 2800 kunstwerken van onder anderen Gustav Klimt, Max Beckmann, Franz Marc, Erich Heckel, Paul Klee en El Lissitzky. Het zwaartepunt ligt bij de klassiek moderne kunst met het expressionisme, constructivisme en nieuwe zakelijkheid; de kunst na 1945 en de Kunst der DDR; de hedendaagse kunst.
Ook de schilderkunst van de negentiende eeuw is vertegenwoordigd. Bovendien heeft het museum kunst uit de laatgotiek, alsmede uit de zeventiende en achttiende eeuw.

### De beeldencollectie
Tot de collectie behoren circa 700 beeldhouwwerken van de middeleeuwen tot heden. De nadruk ligt op de figuratieve beeldhouwkunst van de twintigste eeuw met werk van onder anderen Wilhelm Lehmbruck en Georg Kolbe. Meerdere stromingen der Duitse beeldhouwkunst worden getoond met werken van Ernst Barlach, August Gaul, Max Klinger, Gerhard Marcks en Wolfgang Mattheuer.
Ten slotte is ook het middeleeuwse houtsnijwerk uit Midden-Duitsland vertegenwoordigd.

### De collectie grafiek
De grafische collectie omvat meer dan 30.000 bladen. Het zwaartepunt ligt bij de twintigste eeuw met het expressionisme en het constructivisme. Tot de collectie behoort voorts nog een omvangrijke verzameling van het werk van DDR-kunstenaars, alsmede tekeningen van beeldhouwers en pamfletten van de vijftiende tot de negentiende eeuw.

### Fotografie
De fotocollectie werd in 1986 gestart met de nalatenschap van de fotograaf Hans Finsler. De verzameling betreft de fotografie van de klassiek-moderne en de hedendaagse kunst.

### De collectie kunstnijverheid en design
- Venetiaans, Nederlands en Duits glaswerk
- Aardewerk uit het Rijnland en Midden-Duitsland
- Faience uit Frankrijk, Nederland en Duitsland
- Porselein uit Thüringen en Meißen
- Goudsmeedkunst uit Halle ( rond 1700).

### HetLandesmünzkabinett Sachsen-Anhalt
Het muntenkabinet is sinds 1950 een aparte afdeling met 80.000 munten, medailles, onderscheidingstekens en bankbiljetten. Bijzondere nadruk ligt met 4000 stukken bij de munt- en geldgeschiedenis van Brandenburg-Pruisen.